# Giovanni Battista Fiammeri
Giovanni Battista Fiammeri, né vers 1530 et décédé en 1606, est un frère jésuite italien, dessinateur, peintre et sculpteur florentin, actif dans la seconde moitié du XVIe siècle et les premières années du XVIIe siècle.

## Biographie
Coadjuteur temporel de la Compagnie de Jésus, Giovanni Battista Fiammeri a été l'élève de Bartolomeo Ammannati dans les années 1560.
Il a peint, avec l'aide d'assistants, la fresque Le Baptême du Christ sur la paroi de droite de la chapelle de la Sainte Trinité, dans l'Église du Gesù de Rome.